# Dick Bruna
Dick Bruna (Utrecht, 23 de agosto de 1927-ibídem, 16 de febrero de 2017) fue un escritor, artista, diseñador gráfico y dibujante de historietas neerlandés.
Bruna se hizo famoso por sus cuentos ilustrados infantiles, que muchas veces lograron permanecer en la memoria de quienes leyeron sus libros cuando niños. Su creación más conocida es Miffy, una pequeña conejita dibujada con un estilo simplista de muy pocos trazos y la menor cantidad posible de colores.
Además de otros libros infantiles de estilo similar (los cuales escribió e ilustró), Dick Bruna ilustró varias tapas de libros de autores reconocidos. Son especialmente famosos sus diseños de carátulas para las novelas del detective Maigret, de Georges Simenon.

## Biografía
Dick Bruna era hijo de uno de los mayores editores de Países Bajos. El éxito de su empresa editorial se basó en el hecho de que poseían una librería en prácticamente cada estación de tren.
Su padre quiso que se convirtiera en editor también, pero no le atraían mucho los negocios. En cambio, su hermano siguió los pasos de su padre haciéndose cargo del negocio familiar.
Con los años trabajó en el diseño de quizás varios miles de libros publicados por la empresa. También se encargó de la traducción de varios libros al neerlandés.

## Influencias
Comenzó a dibujar a temprana edad, pero fue adquiriendo influencia de otros artistas también. Dibujó carátulas para el diario de su colegio al estilo de Walt Disney. Su mayor influencia posiblemente fue Henri Matisse. Los primeros trabajos de Dick Bruna estaban basados en collages del pintor francés. Se dice que Dick Bruna y Pablo Picasso admiraban mutuamente sus trabajos.